# Unchiul Buck
Unchiul Buck (titlu original: Uncle Buck) este un film american de comedie din 1989 regizat de John Hughes. Rolurile principale au fost interpretate de actorii John Candy și  Amy Madigan, cu Jean Louisa Kelly, Gaby Hoffmann, Macaulay Culkin, Jay Underwood și Laurie Metcalf în rolurile secundare. 

## Prezentare
Bob și Cindy Russell tocmai s-au mutat la Chicago împreună cu cei trei copii ai lor: Tia (de 15 ani), Miles (8 ani) și Maizy (6 ani). Într-o noapte, Cindy află că tatăl său care a rămas în Indianapolis a suferit un atac de cord. Bob și Cindy decid să plece imediat la acesta, dar trebuie să găsească mai întâi pe cineva care să aibă grijă de copii. În disperare de cauză, ei apelează la fratele lui Bob,  unchiul Buck în care Cindy nu are încredere deloc. Într-adevăr, Buck este șomer și un leneș care trăiește într-un apartament închiriat în care stă toată ziua bând și fumând, de asemenea el pariază la curse și conduce un Mercury Grand Marquis din 1978 care scoate mult fum și face zgomote puternice.
Șederea unchiului Buck cu cei trei copii ai familiei Russell nu va fi un lucru prea ușor de făcut...

## Distribuție
- John Candy - Buck Russell
- Jean Louisa Kelly - Tia Russell
- Macaulay Culkin - Miles Russell
- Gaby Hoffmann - Maizy Russell
- Amy Madigan - Chanice Kobolowski
- Jay Underwood - Bug
- Laurie Metcalf - Marcie Dahlgren-Frost
- Suzanne Shepherd - Asst. Principal Anita Hoargarth
- Mike Starr - Pooter the Clown
- Garrett M. Brown - Bob Russell
- Elaine Bromka - Cindy Russell
- Dennis Cockrum - Pal
- Patricia Arquette

## Producție
Filmările au început la 4 ianuarie 1989 în Chicago. Cheltuielile de producție s-au ridicat la 15 milioane  $. O casă în stil colonial din Evanston a fost alesă pentru exteriorul casei familiei Russell. Exterioarele au fost filmate în Chicago, Cicero, Skokie, Northbrook, Wilmette, Winnetka, Glencoe și Riverwoods. Compania Universal a decis ca filmările să aibă loc în locuri cât mai apropiate posibil. Liceul vacant New Trier din Northfield  a fost ales pentru scenele care au loc la școală. Liceul a mai fost folosit la filmările unor producții ca Singur acasă, Chiulangiul sau Fete rele.

## Primire
După lansare, filmul a avut recenzii împărțite. Site-ul Rotten Tomatoes a dat filmului un scor "Fresh" de 64%, bazat pe 21 de recenzii, cu un rating mediu de 5.8/10. Pe Metacritic filmul are un scor de 51 din 100 bazat pe 12 recenzii, indicând "recenzii mixte sau medii".
Filmul a câștigat 8,8 milioane $ în weekend-ul premierei sale în 1.804 săli cinematografice și a fost pe primul loc la box-office. A fost pe locul 18 pe lista filmelor SUA cu cele mai mari încasări din 1989, iar filmul a câștigat aproape 80 de milioane $ la nivel mondial de la lansarea sa.
Unchiul Buck a devenit un film idol.